# Perizoma zimmermanni
Perizoma zimmermanni là một loài bướm đêm trong họ Geometridae.